# M/S Malmö
M/S Malmö är ett K-märkt fartyg byggt för Sjöfartsverket på Helsingborgs varv 1943. Hon användes som lotstjänstefartyg av sjöfartsverket. I arbetsuppgifterna ingick farledsutprickning, utläggning av utsjöbojar, bunkring av kassunfyrar med vatten och olja, transport av acetylen till gasdrivna fyrar samt isbrytning och lotsutbildning.
Från 1983 till 2003 var fartyget skolfartyg vid Malmö sjöfartsskola. Malmö låg många år vid Norra Hammarbyhamnen i Stockholm, nära utloppet till Saltsjön. Fartyget är klassat för stor kustfart och har certifikat för 11 personers besättning och 12 passagerare.
Sommaren 2013 köptes Malmö av Master Mariner AB för att göra expeditioner på Svalbard under sommarhalvåret. Master Mariner äger sedan tidigare systerfartyget M/S Origo som även hon gör expeditioner till Svalbard. Hon har sedan 2013 Göteborg som hemmahamn.

## Bilder

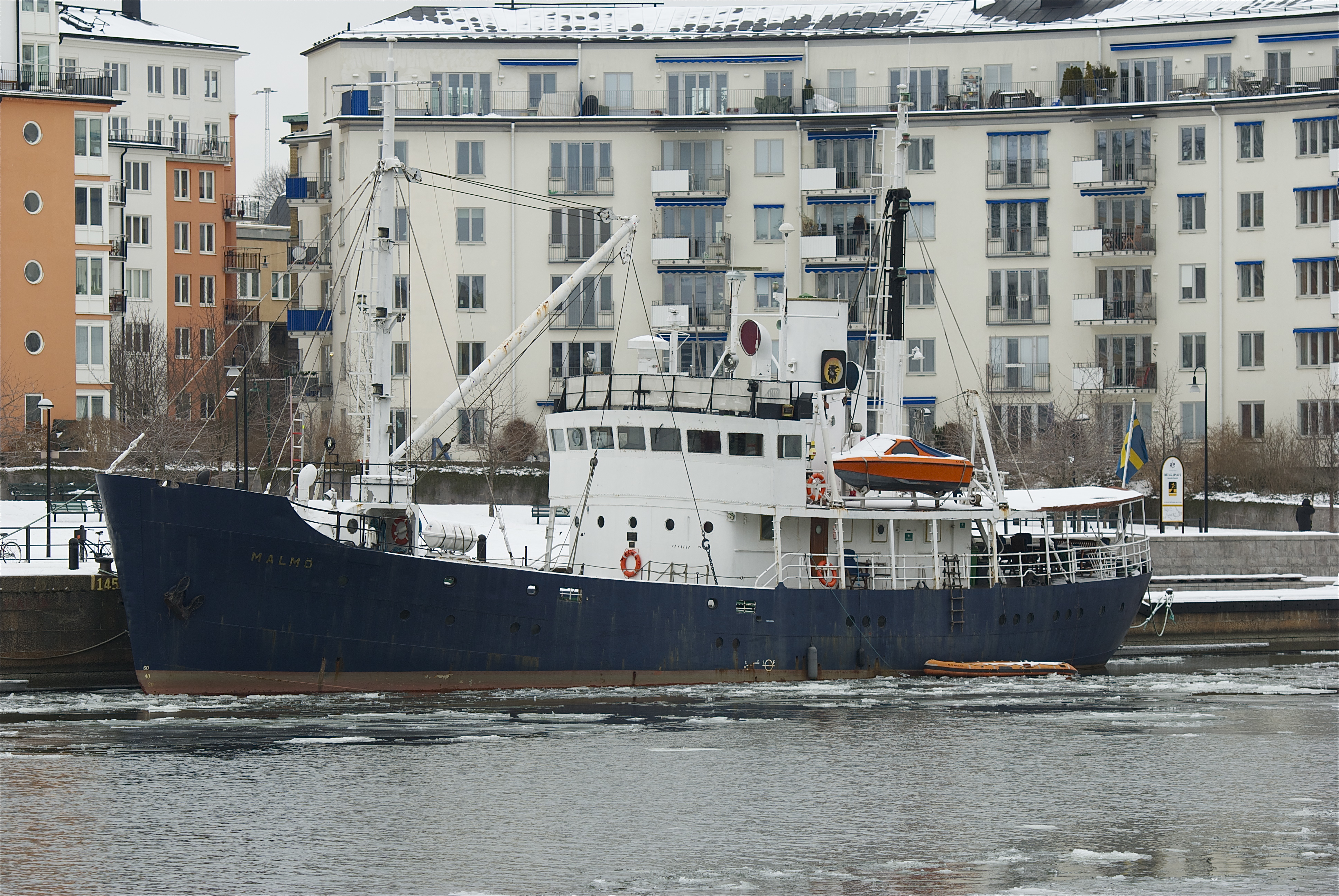
Malmö i Norra Hammarbyhamnen 2012.
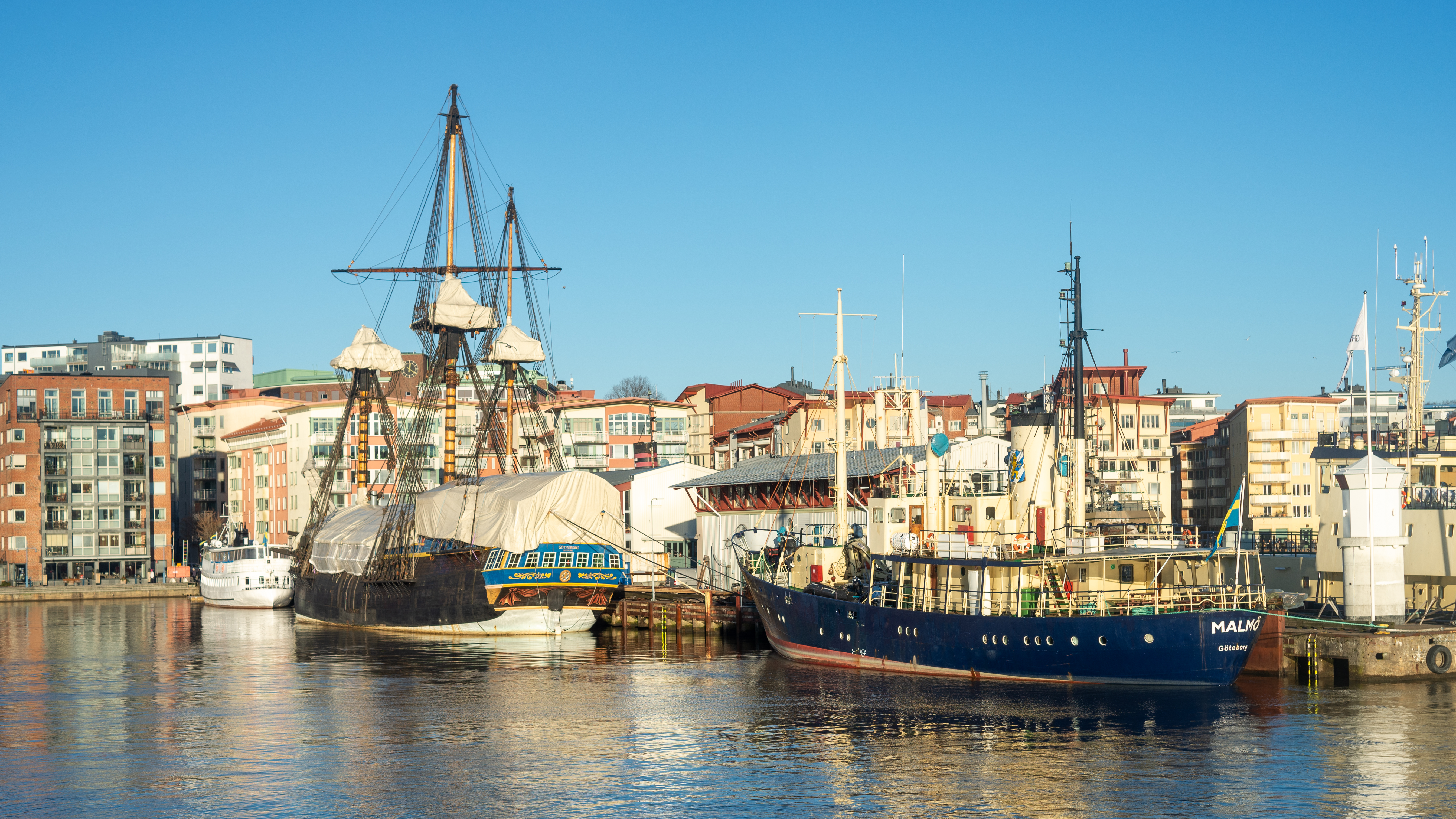
Malmö 2022 vid kaj i Göteborg med Ostindiefararen Götheborg i bakgrunden.